# Elly Dekker
Elisabeth (Elly) Dekker (Haarlem, 1943) is een Nederlandse sterrenkundige en wetenschapshistorica van de sterrenkunde. Ze studeerde theoretische natuurkunde en sterrenkunde aan Rijksuniversiteit Utrecht en promoveerde in 1975 in de sterrenkunde aan de Rijksuniversiteit Leiden op het proefschrift Spiral structure and the dynamics of flat stellar systems bij Henk van de Hulst. Van 1978 tot 1988 was ze conservator van Museum Boerhaave in Leiden, daarna zelfstandig onderzoeker. In de jaren 1993-1995 werkte ze met een Sacklerbeurs (Sackler Fellowship) voor de Royal Museums Greenwich, vier musea in Greenwich. In 1998 kreeg ze de Caird Medal van het National Maritime Museum in Greenwich voor haar beschrijving van de verzameling globes daar.

## Publicaties
Onder meer:

### Artikelen
- (en)  'Spiral structure and the dynamics of galaxies', Physics Reports 24 (1976) 315-389[7]
- 'Jacobus C. Kapteyn (1852-1922)', in Kox, A.J. en Chamalaun, M. eds: Van Stevin tot Lorentz. Portretten van Nederlandse natuurwetenschappers, Amsterdam 1980, p. 177-191
- (en)  'Early Explorations of the Southern Celestial Sky', in Annals of Science 44 (1987) pp. 439-470. Over de kartering van de zuidelijke sterrenhemel door Nederlandse zeevaarders aan het einde van de 16e eeuw, als Pieter Keyser en Frederik de Houtman.
- 'Frederik Kaiser en zijn pogingen tot hervorming van ‘het sterrekundig deel van onze zeevaart', Gewina / Tijdschrift voor de Geschiedenis der Geneeskunde, Natuurwetenschappen, Wiskunde en Techniek TGGNWT 13 (1990) 23-41.[8]
- (en)  'An Unrecorded Medieval Astrolabe Quadrant, c. 1300', in Annals of Science 52 (1995), pp. 1-47. Over een zeldzaam middeleeuws instrument.
- (en)  'Carolingian Planetary Observations: The Case of the Leiden Planetary Configuration', Journal for the History of Astronomy 39 (2008) 77-90
- (en)  'A ‘Watermark’ of Eudoxan Astronomy', Journal for the History of Astronomy 39 (2008) 213-228
- (en)  'Caspar Vopel's Ventures in Sixteenth-Century Celestial Cartography', Imago Mundi 62:2 (2010) 161-190
- (en)  met Kristen Lippincott: 'The provenance of the stars in the Leiden Aratea picture book', Journal of the Warburg and Courtauld Institutes, eds. E.H. Gombrich et al. 73 2010 (2011), 1-37
- (en)  'Construction and copy: aspects of the early history of celestial maps’, Beiträge zur Astronomiegeschichte, Band 13, Acta Historica Astronomiae, Vol. 58 (2016), pp. 47–93.

### Boeken
- (en)  Spiral structure and the dynamics of flat stellar systems, dissertatie Leiden : Rijksuniversiteit, 1975. 148 p.
- (en)  met Peter van der Krogt: Globes from the Western World, London, Zwemmer, 1993
- met Raf Van Laere: De verbeelde wereld. Globes, atlassen, kaarten en meetinstrumenten uit de 16de en 17de eeuw, [Antwerpen] Kredietbank 1997
- (en) Globes at Greenwich: a catalogue of the globes and armillary spheres in the National Maritime Museum, Greenwich, Oxford University Press, 1999
- (en)  Catalogue of Orbs, Spheres and Globes, Istituto e Museo di Storia della Scienza, Cataloghi di raccolte scientifiche, 5. Firenze, Giunti, 2004 188 + 16 pp. kleurenfoto's.
- (en) Illustrating the Phaenomena: Celestial Cartography in Antiquity and the Middle Ages, Oxford University Press, 2013, 467 p.

## Persoonlijk leven
Dekker was getrouwd met de natuur- en sterrenkundige Henk van Bueren (1925–2012).
- Bibsys: 90931805
- Bibliothèque nationale de France: cb135459944 (data)
- CiNii: DA08204773
- International Standard Name Identifier: 0000 0000 8166 7667
- Library of Congress Control Number: nr94001333
- Mathematics Genealogy Project: 114154
- Nationale Bibliotheek van Tsjechië: jo2014811949
- Nationale Bibliotheek van Israël: 987007286760305171
- Nederlandse Thesaurus van Auteursnamen: 110091973
- Système universitaire de documentation: 050780875
- Virtual International Authority File: 94144609
- WorldCat: E39PBJyxkDyVpJJJ7b34dJXPQq